# 미스터리 극장 에지
《미스터리 극장 에지》(일본어: サイコメトラーEIJI サイコメトラーエイジ[*])는 안도 유마 원작이다. 시계나 사진 등 특정인의 소유물에 손을 대어, 소유자에 관한 정보를 읽어내는 심령적(心靈的)인 행위, 즉 "사이코메트리" 능력을 가진 주인공 에지가 여자 형사 시마를 도와 사건을 해결해 나가는 개그&공포/스릴러 만화다.증거가 없는 등 범인을 쉽게 알아낼 수 없는 사건에서, 시마 형사는 에지를 불러내어 현장(도구, 바닥, 벽 등)을 읽게(!) 하여 사건 당시의 정황을 긁어모아 범인을 추적하고 진상을 밝혀내는 내용이 주. 중간중간 쉬어가는 쪽에서는 에지를 중심으로 한 인물들의 일상 이야기(동생 에미의 오빠 사랑 등)를 다루고 사건 편에서도 개그/코믹 요소를 활용하여 (추악한 사건들로) 어두워질 수 있는, 작품의 분위기를 전환하여 나간다.

## 개요
단행본: 오리지널판인 미스터리 극장 에지가 총 25권으로 완결. 이후 애장판인 사이코메트러 에지는 총 12권으로 완결이 나온 상태이다.

## 드라마
1997년와 1999년 두 차례 닛폰 TV 계열 국에서 토요드라마 (토요일 그랜드 극장) 테두리에서 드라마 화되었다. 주연은 TOKIO의 마츠오카 마사히로. 제1기과 제2기에서는 이른바 패러렐 월드적인 세계관입니다. 21회 구성. 원작과 달리 동생 에미에게 다른 역할을 주었지만, 비중의 차이는 크지 않다. 어느 최면술사를 추적하다 에미가 거기에 얽혀 일이 커지다가 에지와 시마의 필사적인 투쟁으로 그럴 듯하게 끝맺는 작품.

### 캐스트

#### 주요 인물
- 아스마 에이지 - 마츠오카 마사히로(TOKIO)
- 시마 료코 - 오오츠카 네네(제1기) → 쿠도 시즈카(제2기)
- 타미야 쇼키치 - 이노하라 요시히코（V6）
- 카사이 유스케 - 오하라 유키
- 아스마 에미 - 마츠모토 메구미(제1기) → 고토 리사(제2기) → 사카이 아야나(SP)
- 사와 키 아키라(애플) - 타나베 세이이치
- 파이 형사 - 이치카와 츠토무
- 하네야마 스에요시 - 나가사와 토시야(제1기) → 카토 차(제2기)

#### 제2기에서의 캐릭터
- 메구 - 아사미 레이나
- 요모기다 형사 - 우카지 타카시
- 야타가이 형사 - 이토 마사유키
- 후카미 타츠히코 - 이쿠타 토마
- 짓소지 아오이 - 쿠로사와 아스카
- 이쿠지마 죠지(카를로스) - 마키 쿠로도
- 조호 라벨
  - 야마자키 유타
  - 사메지마 타쿠미
  - 사카세가와 료
  - 오시나리 슈고
  - 타키 나오키탄 나오키
  - 야마다 타카유키
- 사이쿄 경비대
  - B.J - 마코토
  - 츠카모토 타카시
  - 마츠시마 료타
  - 네기시 하야토
  - 미카미 야마토
  - 오오미 신스케